# Heinrich Hubert Houben
Heinrich Hubert Houben [pron. 'hu:bn] (né le 30 mars 1875 à Aix-la-Chapelle et mort le 27 juillet 1935 à Berlin) est un érudit littéraire et publiciste allemand.

## Biographie
Houben est diplômé du lycée de Düsseldorf en 1893, puis étudie l'allemand, la philosophie et l'histoire à Bonn, Berlin et Greifswald et obtient son doctorat en 1898 avec une thèse « Études sur les drames de Karl Gutzkow ». De 1897 à 1898, il travaille comme rédacteur pour le Düsseldorfer Neuesten Nachrichten, de 1898 à 1905, il enseigne à l'Académie Humboldt (de), à l'Université de Lessing et à l'École du théâtre allemand de Berlin, de 1907 à 1919, il travaille pour la maison d'édition F.A. Brockhaus à Leipzig, est de 1919 à 1921 directeur du département littéraire du Bureau de la Foire de Leipzig (de) et 1921-1923 directeur littéraire de la maison d'édition allemande à Berlin. Il y vit de 1923 jusqu'à sa mort en tant que journaliste indépendant. À partir de 1916, Houben porte le titre de professeur, qui lui a été décerné par le ministère saxon de l'Éducation.

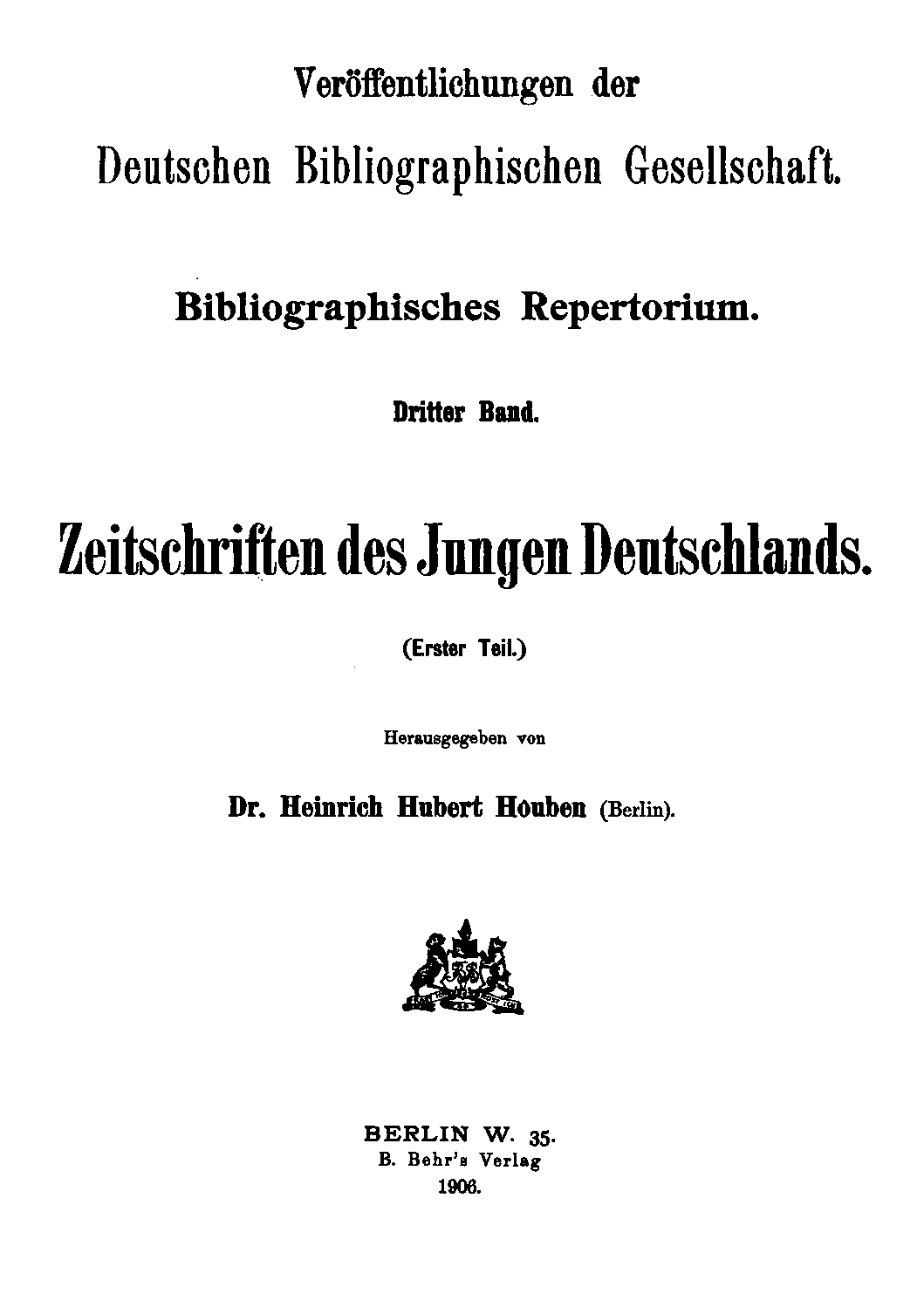

Les recherches de Houben portent sur quatre domaines :
- La littérature de la Jeune-Allemagne (en particulier Karl Gutzkow, Heinrich Laube et Heinrich Heine),
- Goethe et son environnement (notamment Johann Peter Eckermann, Ottilie von Goethe, Frédéric Soret (de)),
- l'histoire de la censure et
- Bibliographie de la revue. Il est considéré comme un pionnier dans le domaine de la documentation littéraire.

En 1902, Houben est le fondateur et jusqu'en 1907 le secrétaire de la Société bibliographique allemande de Berlin, qui contient de nombreux répertoires de périodiques du XIXe   au   XXe siècle. (Almanache der Romantik, Zeitungen des Junges Deutschland, supplément dominical de la Vossische Zeitung) et d'autres ouvrages sources, vers 1905 un index des journaux de Varnhagen. Houben est l'un des premiers universitaires en Allemagne à publier des périodiques d'importance au XIXe siècle dans les domaines de la littérature, du théâtre et de la culture de manière systématique et archivistique et rend son contenu accessible.
De plus, Houben traque plusieurs successions littéraires ou successions partielles cachées et découvre, entre autres, les journaux de Weimar de Frédéric Soret, importants pour les recherches de Goethe, qu'il publie en 1929. Il compile de vastes collections d'autographes et de copies de lettres, y compris une collection Gutzkow contenant plusieurs milliers de lettres, qui se trouve maintenant à la bibliothèque universitaire de Francfort-sur-le-Main, et une collection de lettres de Heinrich Laube. Il travaille également dans les archives d'État avec l'inspection des dossiers de censure, principalement du XIXe siècle et fait des recherches fondamentales pour son ouvrage "Forbidden Literature". En tant qu'éditeur de plusieurs éditions individuelles et de travail (dont une édition Laube en cinquante volumes), avec des monographies biographiques, des essais et des ouvrages sources, Houben laisse une œuvre littéraire diversifiée. Plus tard, Houben édite des récits de voyage (notamment les Œuvres de Sven Hedin) et écrits, qui atteignent de grandes éditions et sont traduites en plusieurs langues.
Houben se marie le 3 avril 1902 avec Martha Müller (1874-1951), qui travaille comme écrivain, auteur de livres pour enfants et adolescents sous les noms de Martha Granow et Martha Hoube -Granow. Le mariage produit trois enfants.
Houben est enterré en 1935 au cimetière catholique romain Saint-Michel de Berlin-Neukölln. La tombe n'existe plus aujourd'hui.

## Œuvres (sélection)
Houben publie principalement ses œuvres sous le nom de "HH Houben".
- Gutzkow-Funde. Beiträge zur Litteratur- und Kulturgeschichte des neunzehnten Jahrhunderts. Wolff, Berlin 1901
- Emil Devrient. Sein Leben, sein Wirken, sein Nachlass. Ruetten u. Loening, Frankfurt a. M. 1903
- (Hrsg.) Bibliographisches Repertorium – Veröffentlichungen der Deutschen Bibliographischen Gesellschaft, 6 Bde. Berlin: B. Behr’s Verlag 1904–1912 Inhalt und Digitalisate bei Wikisource
- Heinrich Laubes Leben und Schaffen. Sonderabdruck aus: Heinrich Laubes ausgewählte Werke in zehn Bänden. Hesse, Leipzig 1905
- Zeitschriften des Jungen Deutschlands. 2 Bde. Behr, Berlin 1905–1909. (= Veröffentlichungen der Deutschen Bibliographischen Gesellschaft. Bd. 4–5. Bibliographisches Repertorium. Bd. 3–4.)
- (Hrsg.) Karl Gutzkows ausgewählte Werke in zwölf Bänden. Hesse, Leipzig um 1908.
- (Hrsg.) Heinrich Laubes gesammelte Werke in fünfzig Bänden. Unter Mitwirkung von Albert Hänel. Hesse, Leipzig 1908–1909
- Jungdeutscher Sturm und Drang. Ergebnisse und Studien. Brockhaus, Leipzig 1911.
- Hier Zensur – wer dort? Der gefesselte Biedermeier. Reclam, Leipzig 1990. (= Reclams Universal-Bibliothek. Bd. 1340. [Nachdruck der Ausgaben von 1918 u. 1924. Mit einem Nachwort von Günter de Bruyn.])
- Verbotene Literatur von der klassischen Zeit bis zur Gegenwart. Ein kritisch-historisches Lexikon über verbotene Bücher, Zeitschriften und Theaterstücke, Schriftsteller und Verleger. 2 Bde., Rowohlt, Berlin 1924; (Bd. 2:) Schünemann, Bremen 1928. (Nachdruck: Olms Verlag 1992  (ISBN 3-487-01027-5)). Digitalisierte Ausgabe der beiden Bände von 1924 der Bibliothèque universitaire et d'État de Düsseldorf
- Johann Peter Eckermann. Sein Leben für Goethe. Nach seinen neuaufgefundenen Tagebüchern und Briefen dargestellt. 2 Bde., Haessel (de), Leipzig 1925–1928
- Kleine Blumen, kleine Blätter aus Biedermeier und Vormärz. Ein Strauß zu meinem 50. Geburtstag. Rauch, Dessau 1925
- (Hrsg.) Gespräche mit Heine. Erstausgabe 1926. Rütten und Löning, Potsdam 1948.
- Polizei und Zensur. Längs- und Querschnitte durch die Geschichte der Buch- und Theaterzensur. Gersbach, Berlin 1926.
- Der Ruf des Nordens. Abenteuer und Heldentum der Nordpolfahrer. Wegweiser-Verlag, Berlin 1927.
- Sturm auf den Südpol. Abenteuer und Heldentum der Südpolfahrer Ullstein Verlag, Berlin 1934
- (Hrsg.) Frédéric Soret: Zehn Jahre bei Goethe. Erinnerungen an Weimars klassische Zeit 1822–1832. Aus Sorets handschriftl. Nachlaß, seinen Tagebüchern und seinem Briefwechsel. Brockhaus, Leipzig 1929.
- Der polizeiwidrige Goethe. Grote, Berlin 1932.
- Die Rheingräfin. Das Leben der Kölnerin Sibylle Mertens-Schaaffhausen. Essen, Essener Verlagsanstalt, (1935). Mit Nachruf auf H. H. Houben.
- Hier Zensur – Wer dort? Antworten von gestern auf Fragen von heute. Der gefesselte Biedermeier. Literatur, Kultur, Zensur in der guten, alten Zeit. (Bibliothèque universelle de Reclam (de), 1340). Philipp Reclam jun., Leipzig 1990  (ISBN 3-379-00532-0).